# Feriados em Tonga
Em Tonga, os feriados estão previstos em âmbito nacional e distrital.
| Data              | Nome                                                 | Nome em inglês                                                       |
| ----------------- | ---------------------------------------------------- | -------------------------------------------------------------------- |
| 1 de janeiro      | Ano-Novo                                             | New Year’s Day                                                       |
| -                 | Aniversário do rei ou rainha de Tonga                | Birthday of the reigning Sovereign of Tonga                          |
| -                 | Aniversário do herdeiro da coroa de Tonga            | Birthday of the Heir to the Crown of Tonga                           |
| Sexta-feira Santa | Sexta-Feira Santa                                    | Good Friday                                                          |
| Domingo de Páscoa | Páscoa                                               | Easter Monday                                                        |
| 4 de junho        | Día da Independência                                 | Emancipation Day                                                     |
| -                 | Aniversário da coroação do monarca reinante de Tonga | Anniversary of the Coronation Day of the reigning Sovereign of Tonga |
| 4 de novembro     | Dia da Constituição                                  | Constitution Day                                                     |
| 4 de dezembro     | Aniversário da coroação do Rei George Tupou I        | The Anniversary of the Coronation of H.M. King George Tupou I        |
| 25 de dezembro    | Natal                                                | Christmas Day                                                        |
| 26 de dezembro    | Dia a seguir ao Natal                                | Day immediately succeeding Christmas Day                             |